# Бердыев, Омар Эрниязович
Омар Эрниязович Бердыев (туркм. Omar Ärnyýazowiç Berdiýew; 25 июня 1979, Ашхабад — 6 января 2023) — туркменский футболист, защитник. Выступал за национальную сборную Туркменистана (2000—2010).

## Клубная карьера
Профессиональную футбольную карьеру начал в ашхабадской «Нисе», после выступал за «Копетдаг».
В 2002 году выступал за казахстанский клуб «Шахтер». Выступал в чемпионате Украины за харьковский «Металлист» в 2003 году. В 2004 году вернулся в Чемпионат Казахстана, где до 2007 года играл за футбольные клубы «Атырау» и «Есиль-Богатырь».
В 2007 году дебютировал в чемпионате Узбекистана в составе самаркандского «Динамо». В 2009 году перешёл в «Алмалык». Сезон 2009/10 провёл в азербайджанском «Карване».

## Карьера в сборной
Выступал за сборную Туркменистана с 2000 по 2010 год. Провел наибольшее количество игр за всю историю её существования — 37. Осенью 2003 года забил свой первый гол за сборную, в рамках предварительного матча отборочного турнира на Чемпионат мира 2006, в Ашхабаде была разгромлена команда Афганистана со счетом 11:0 Участник Кубка Азии 2004 года. Последний матч за сборную провёл 24 февраля 2010 года против Таджикистана на Кубке вызова АФК.
Скончался 6 января 2023 года, похоронен в Ашхабаде.